# Eldon (Misuri)
Eldon es una ciudad ubicada en el condado de Miller en el estado estadounidense de Misuri. En el Censo de 2010 tenía una población de 4567 habitantes y una densidad poblacional de 495,6 personas por km².

## Geografía
Eldon se encuentra ubicada en las coordenadas 38°21′4″N 92°34′36″O / 38.35111, -92.57667. Según la Oficina del Censo de los Estados Unidos, Eldon tiene una superficie total de 9.22 km², de la cual 9.22 km² corresponden a tierra firme y (0%) 0 km² es agua.

## Demografía
Según el censo de 2010, había 4567 personas residiendo en Eldon. La densidad de población era de 495,6 hab./km². De los 4567 habitantes, Eldon estaba compuesto por el 95.88% blancos, el 0.48% eran afroamericanos, el 0.55% eran amerindios, el 0.37% eran asiáticos, el 0.33% eran isleños del Pacífico, el 0.44% eran de otras razas y el 1.95% pertenecían a dos o más razas. Del total de la población el 1.42% eran hispanos o latinos de cualquier raza.